# アルバロ・デ・バサン級フリゲート
アルバロ・デ・バサン級フリゲート（アルバロ・デ・バサンきゅうフリゲート、スペイン語: Fragatas clase Álvaro de Bazán）は、スペイン海軍のフリゲートの艦級。小型ながらイージスシステムを搭載しており、ノルウェー海軍（フリチョフ・ナンセン級）やオーストラリア海軍（ホバート級）など、各国のイージス艦の原型にもなった。公称艦型はF-100型。
ネームシップの艦名は、無敵艦隊の創設者、サンタ・クルス侯アルバロ・デ・バサンに由来する。建造単価は約5億4,000万ドル。

## 来歴
1960年代より、NATO諸国海軍はフリゲートの共同開発を志向しており、1979年12月には研究グループが発足、1981年より実行可能性調査が開始された。これによって着手されたのがNFR-90（NATO Frigate Replacement for 1990s）計画であった。発足当初はアメリカ合衆国、イギリス、フランス、イタリア、西ドイツ、カナダ、オランダの7ヶ国であったが、1983年よりスペインも参加し、4隻の建造を予定していた。しかしNFR-90計画は事前調整から難航しており、計画が具体化する過程で運用要求の差異が顕在化し、1989年にはイギリス・フランス・イタリアが計画より脱退した。そして1990年1月にはスペインも脱退を決定、この直後にNFR-90計画は中止された。
一方で、新しい防空艦の必要性は明らかであり、NFR-90計画の瓦解直後より、代替計画を模索する動きが始まっていた。スペイン海軍では1992年9月より計画概要定義に着手していたが、1994年、ドイツ、オランダ、そしてスペインの外務大臣が覚書に調印し、三国共同フリゲート（Trilateral Frigate Cooperation, TFC）計画が開始された。NFR-90計画では同一設計を志向したことで運用要求の差異が顕在化した反省から、TFC計画では、NFR-90から引き継いだNAAWS戦闘システムのみを共通装備として、これを搭載するヴィークル部分は、ドイツはF124型、オランダはLCF型、そしてスペインはF100型と、各国が別々に設計することとされていた。
しかし計画の過程で、軽空母「プリンシペ・デ・アストゥリアス」を中核とするスペイン海軍と、航空母艦を持たないドイツ・オランダとでは、艦隊防空への要求事項に差異があることが明らかになった。またスペイン海軍は、1953年の米西防衛協定締結以来、一貫してアメリカ海軍と歩調を合わせた艦隊整備を志向しており、独自路線をとるドイツ・オランダとのスタンスの違いも顕在化した。このことから、1995年6月、スペインはTFC計画より脱退し、F-100型にはNAAWSにかえてイージスシステムを採用することとした。これによって建造されたのが本級である。

## 設計

### 船体
船型は中央船楼型だが、レーダー射界を確保する必要から、艦尾甲板部分の乾舷は多少低くなっている。また船楼部分の外舷ナックルラインは甲板線と一部一致していない。艦首には長大なブルワークが付されている。またレーダー反射断面積（RCS）低減のため、主船体や上部構造物、マストなどには傾斜が付されている。
船質はAH-36高張力鋼、主船体には4つの甲板と13の主隔壁が設けられている。大重量のAN/SPY-1Dを支えるため、同部の局部隔壁は上部構造、マストの基部まで設けられている。またダメージコントロールのため、船体は前後ほぼ等分に4つに区分されており、NBC防護も兼ねて、各ゾーンは独立してフィルターおよび空調によるシステムを構成している。
減揺装置としてフィンスタビライザーを備える。風速100ノットまで作戦可能とされている。なお設計上450トンのマージンが見込まれており、排水量6,250トンまでは許容できる。

### 機関
主機関にはCODOG方式を採用しており、巡航機としてバサン-キャタピラー3600ディーゼルエンジン（単機出力6,000馬力）、高速機としてゼネラル・エレクトリック LM2500ガスタービンエンジン（単機出力23,324馬力）を搭載した。推進器は4.65メートル径、5翼式の可変ピッチ・プロペラである。
電源としては、MTU 12V396TE54ディーゼルエンジンを原動機とする発電機（単機出力1,100キロワット）4セットを搭載した。戦闘時の最大消費電力も3基で賄うことができ、1基は予備として控置される。
機関区画は中間区画を備えたシフト配置とされており、艦首側から、前部発電機室、前部機械室、補機室、後部機械室、後部発電機室の順に並んでいる。前部機械室が右舷軸を、後部機械室が左舷軸を駆動する。発電機室には発電機がそれぞれ2基ずつ配された。なお水中放射雑音低減のため、主機・補機ともに防振支持が図られている。また赤外線シグネチュア低減のため、排気系にはディフューザー/リダクター・システムを装備した。

## 装備

### C4ISTAR
本級の中核的な装備となるのがイージス武器システム（AWS）であり、その主センサーとなるAN/SPY-1D(V)多機能レーダーのパッシブ・フェーズドアレイ・アンテナは、艦橋構造物の四方に固定配置されている。なお本級搭載のシステムは、特にDANCS（Distribute Advanced Naval Combat System）と呼称されている。これは、Mk.99 ミサイル射撃指揮装置が2セットしか搭載されていないなど、オリジナルのAWSを元に一部機能を削除する一方、分散コンピューティング化および商用オフザシェルフ（COTS）化を図ったものであり、最初に建造された4隻（フライトI）で搭載されたベースラインS1は、おおむねAWSではベースライン5フェーズIIIに相当するとされている。
また2007年から2010年にかけてベースラインS2へのアップデートが行われた。これはAWSのベースライン6フェーズIに相当するもので、弾道ミサイルの探知・追尾能力の付与、共同交戦能力（CEC）への対応、SM-2ブロックIIIBおよびトマホーク巡航ミサイルの運用能力付与がなされた。その後、2012年に就役した5番艦では、AWSのベースライン7フェーズIに相当するベースラインS3が搭載されており、他の4隻にもこれはバックフィットされる予定である。
戦術データ・リンクとして、リンク 11およびリンク 16に対応する。また対米通信装置としてUHF帯のAN/WSC-3衛星通信装置、またスペインの衛星事業者であるヒスパサット社の通信衛星などに接続するためのSHF帯衛星通信装置の後日装備が予定されている。
なお、ナバンティア社はAWSの指揮決定（C&D）システムやディスプレイ・システム（ADS）のソースコード開示を受けたとされており、これを元にSCOMBA（Sistema de COMbate de los Buques de la Armada）戦術情報処理装置を開発している。

### 武器システム
艦対空ミサイルの発射装置として、艦首甲板に48セルのMk.41 VLSを備えている。ミサイルとしては、ベースラインS1ではSM-2ブロックIIIAが用いられていたが、上記の通り、ベースラインS2への更新に伴ってブロックIIIBに変更された。一般的な搭載数は、SM-2ブロックIIIBが32発、ESSMが64発とされている。また艦対艦ミサイルとしては、ハープーン・ブロックIIの4連装発射筒を2基搭載している。
艦砲としては、艦首部に54口径127mm単装砲（Mk.45 5インチ砲）を1基備える。これはアメリカ海軍のタラワ級強襲揚陸艦から撤去された砲を流用して、イザル社でmod.2規格へアップデートしたものであり、ドルナ射撃指揮装置の指揮を受ける。CIWSとして、国産のメロカの搭載が計画されたが、2016年現在実現していない。
対潜兵器としては、バレアレス級などと同様に固定式のMk.32 mod.9 連装短魚雷発射管を備え、Mk.46 mod.5短魚雷を発射できる。また対魚雷も兼ねたABCAS（Arma de Bajo Coste Antisubmarina）対潜迫撃砲を備えているという説もある。

### 艦載機
艦尾甲板には27メートル長のヘリコプター甲板が設定されている。本級はLAMPS Mk.IIIに完全に対応しており、ヘリコプター甲板にはRAST着艦拘束装置（Recovery Assistance Securing and Traversing）を備え、AN/SQQ-28艦上情報処理装置およびAN/SQR-4ヘリコプター・データリンクも搭載している。
艦載ヘリコプターはS-70B-1哨戒ヘリコプター1機である。

## 同型艦

### 一覧表
| #     | 艦名                                                            | 造船所                      | 起工            | 進水            | 就役            |
| ----- | --------------------------------------------------------------- | --------------------------- | --------------- | --------------- | --------------- |
| F-101 | アルバロ・デ・バサン SPS Álvaro de Bazán                        | IZAR フェロル造船所         | 1999年 6月14日  | 2000年 10月31日 | 2002年 9月19日  |
| F-102 | アルミランテ・ファン・デ・ボルボン SPS Almirante Juan de Borbón | IZAR フェロル造船所         | 2000年 10月27日 | 2002年 2月28日  | 2003年 12月3日  |
| F-103 | ブラス・デ・レソ SPS Blas de Lezo                               | IZAR フェロル造船所         | 2002年 2月28日  | 2003年 5月16日  | 2004年 12月16日 |
| F-104 | メンデス・ヌーニェス SPS Méndez Núñez                           | IZAR フェロル造船所         | 2003年 5月16日  | 2004年 11月12日 | 2006年 3月21日  |
| F-105 | クリストーバル・コロン SPS Cristóbal Colón                      | ナバンティア フェロル造船所 | 2007年 6月29日  | 2010年 11月4日  | 2012年 10月23日 |
| F-106 | フアン・デ・アウストリア SPS Juan de Austria                    | ナバンティア フェロル造船所 | 計画中止        | 計画中止        | 計画中止        |

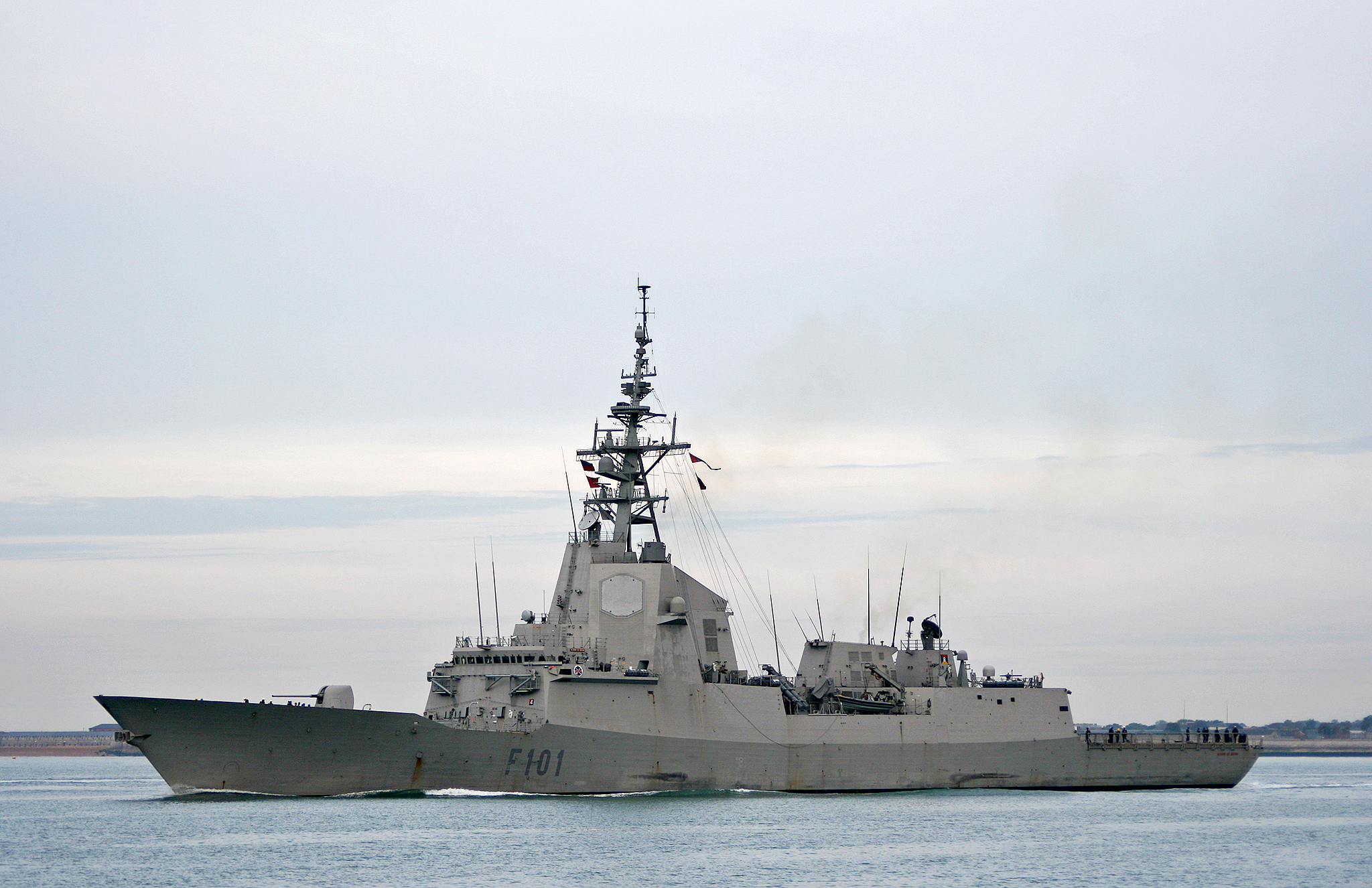
F-101 アルバロ・デ・バサン
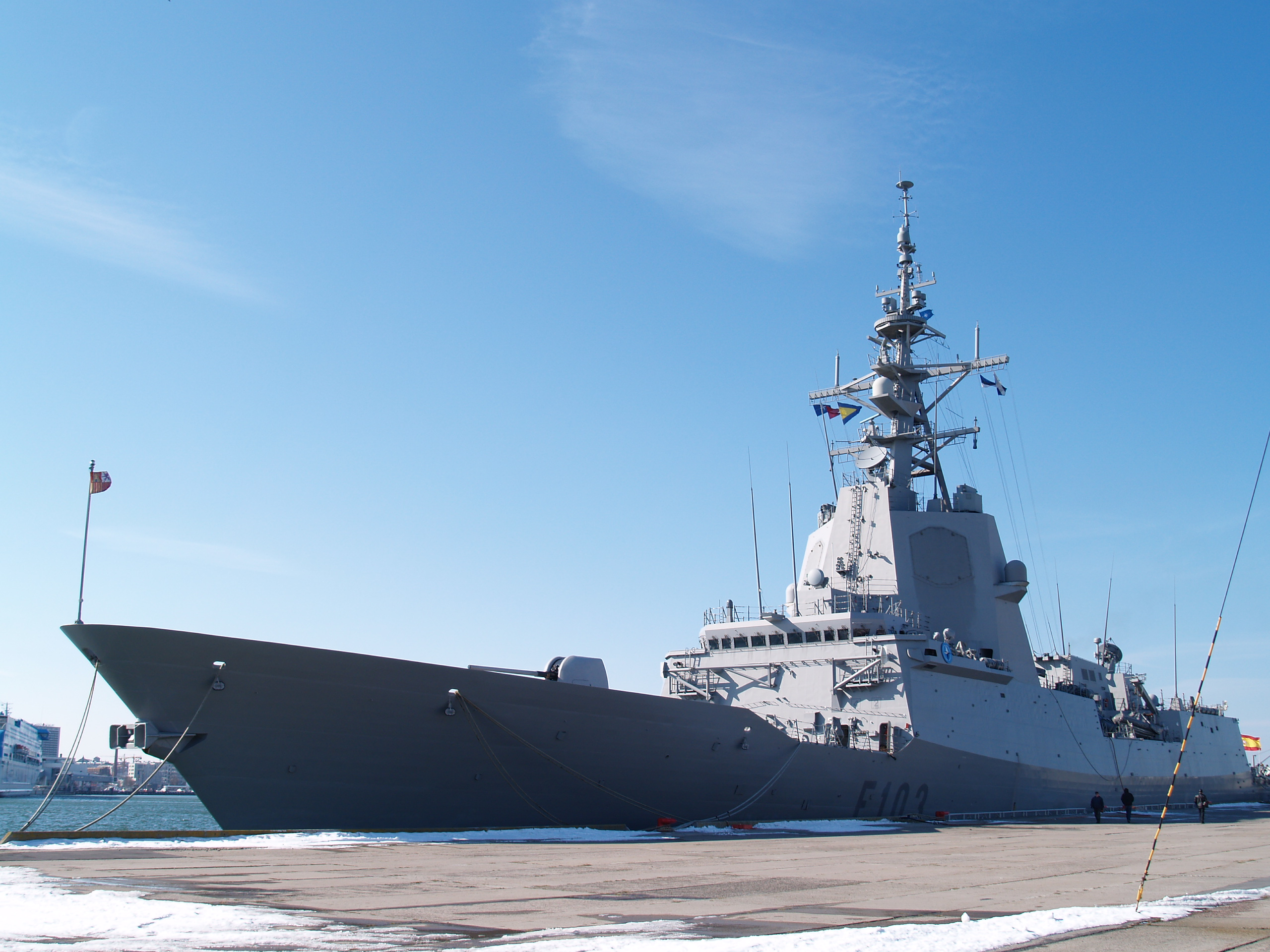
F-103 ブラス・デ・レソ
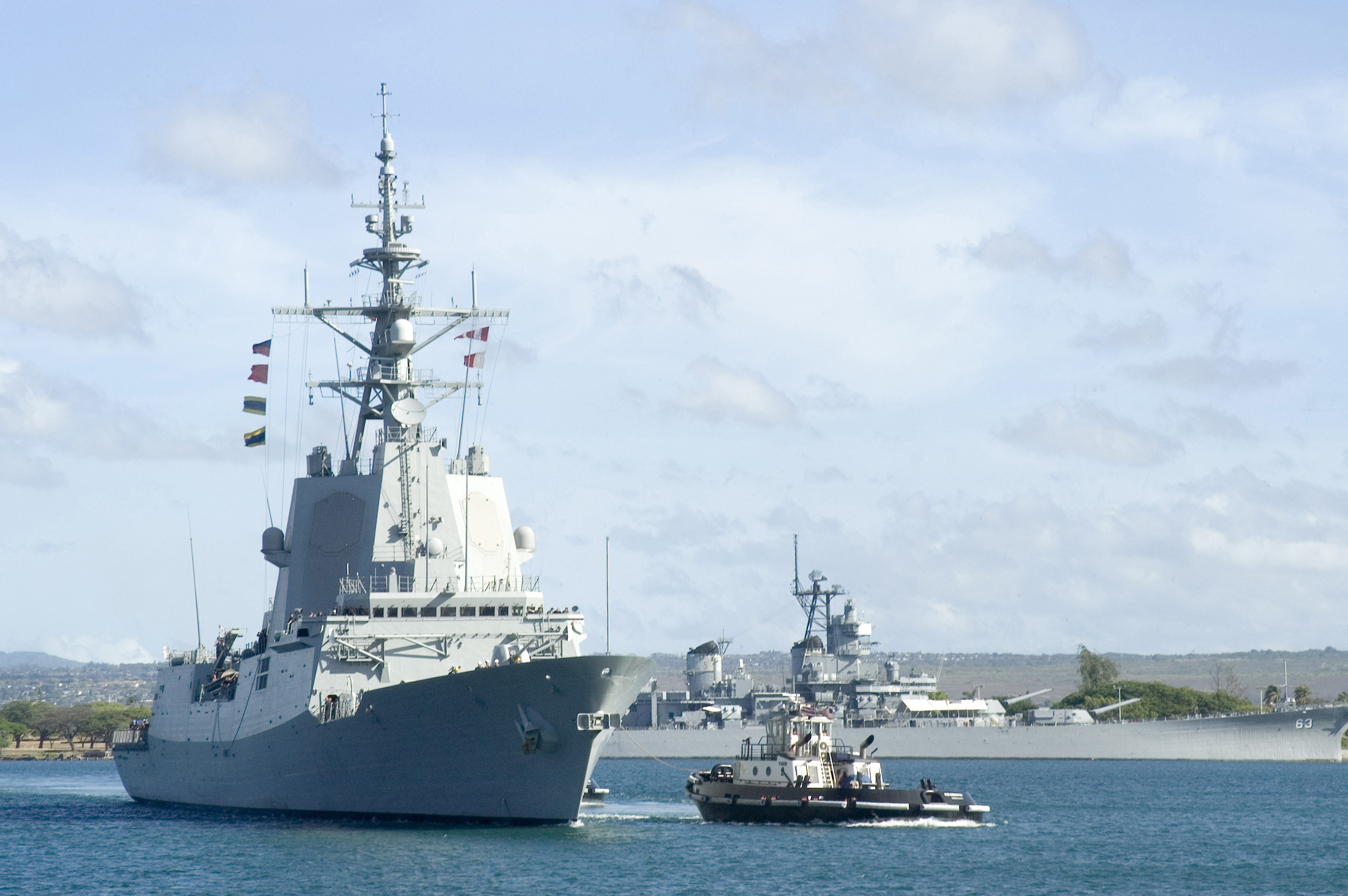
F-104 メンデス・ヌーニェス

### 運用史
ネームシップであるアルバロ・デ・バサン（F101）は、2005年の遅くに「セオドア・ルーズベルト」空母戦闘群（現 空母打撃群）の一員となるべくペルシア湾に派遣されている。アルバロ・デ・バサンはこの海域でイラクの目標に対するアメリカ軍の攻勢作戦に支援を与えていたという話もいくつかあるが、これは当時のアスナール政権がイラク戦争に対して取っている公的姿勢と相容れないものであり、公式には否定されている。
2008年8月、アルバロ・デ・バサン級フリゲート2番艦のアルミランテ・ファン・デ・ボルボーンは、アメリカ海軍のオリバー・ハザード・ペリー級ミサイルフリゲート「テイラー」、ドイツ海軍のブレーメン級「リューベック」、ポーランド海軍のO.H.ペリー級「ゲネラウ・カジミェシュ・プワスキ」のNATO所属艦艇と共に、黒海での演習のためにボスポラス海峡を通過した。これらは2007年10月時点で既に予定されていた演習だが、南オセチア紛争の当事者であるロシアが情勢への影響に対して懸念を表明した。